# Hrabstwo Ripley (Indiana)

Piramida wieku hrabstwa

Hrabstwo Ripley (ang. Ripley County) – hrabstwo w stanie Indiana w Stanach Zjednoczonych.

## Geografia
Według spisu z 2010 roku obszar całkowity hrabstwa obejmuje powierzchnię 448,06 mili2 (1160,47 km²), z czego 446,43 mili2 (1156,25 km²) stanowią lądy, a 1,64 mili2 (4,25 km²) stanowią wody. Według szacunków United States Census Bureau w roku 2012 miało 28 583 mieszkańców. Jego siedzibą administracyjną jest Versailles.

### Miasta
- Holton
- Milan
- Napoleon
- Osgood
- Sunman
- Versailles